# Club Studio 100
Studio 100 club is een televisieprogramma op de Waalse zender Club RTL. Studio 100 club is dagelijks te zien.
Studio 100 club startte op 9 april 2011. De filmpjes worden gescheiden door het logo. In Studio 100 club worden filmpjes en videoclips van Studio 100 uitgezonden. Het is een Franse versie van De Wereld is Mooi. De voorloper was Plopsa TV

## Figuren
- Maja l' abeile (2011-heden): Afleveringen
- Heidi (2011-heden): Afleveringen
- Vic le Viking (2011-heden): Afleveringen
- Pat le Pirate (2011-heden):Afleveringen
- Bumba (2011-heden): Afleveringen
- Mega Mindy (2011-heden): Afleveringen en Videoclips
- Lutin Plop: Afleveringen en Videoclips
- Fred en Samson: Afleveringen en Videoclips

## Trivia
- Mega Mindy werd eerst los van dit programma uitgezonden
- Fred en Samson krijgen hun eigen programma
- De filmpjes worden gescheiden door het logo
- Er is geen presentator